# Sandouping

Sandouping es un pueblo china en el distrito de Yiling de Yichang, en la provincia china de Hubei. Se encuentra en la orilla derecha (sur) del río Yangtze, al oeste del Distrito de Yilling, cercano de su frontera con el condado de Zigui.  Sandouping es más conocida por ser donde se encuentra la Presa de las Tres Gargantas, la mayor central eléctrica del mundo.

## Geografía

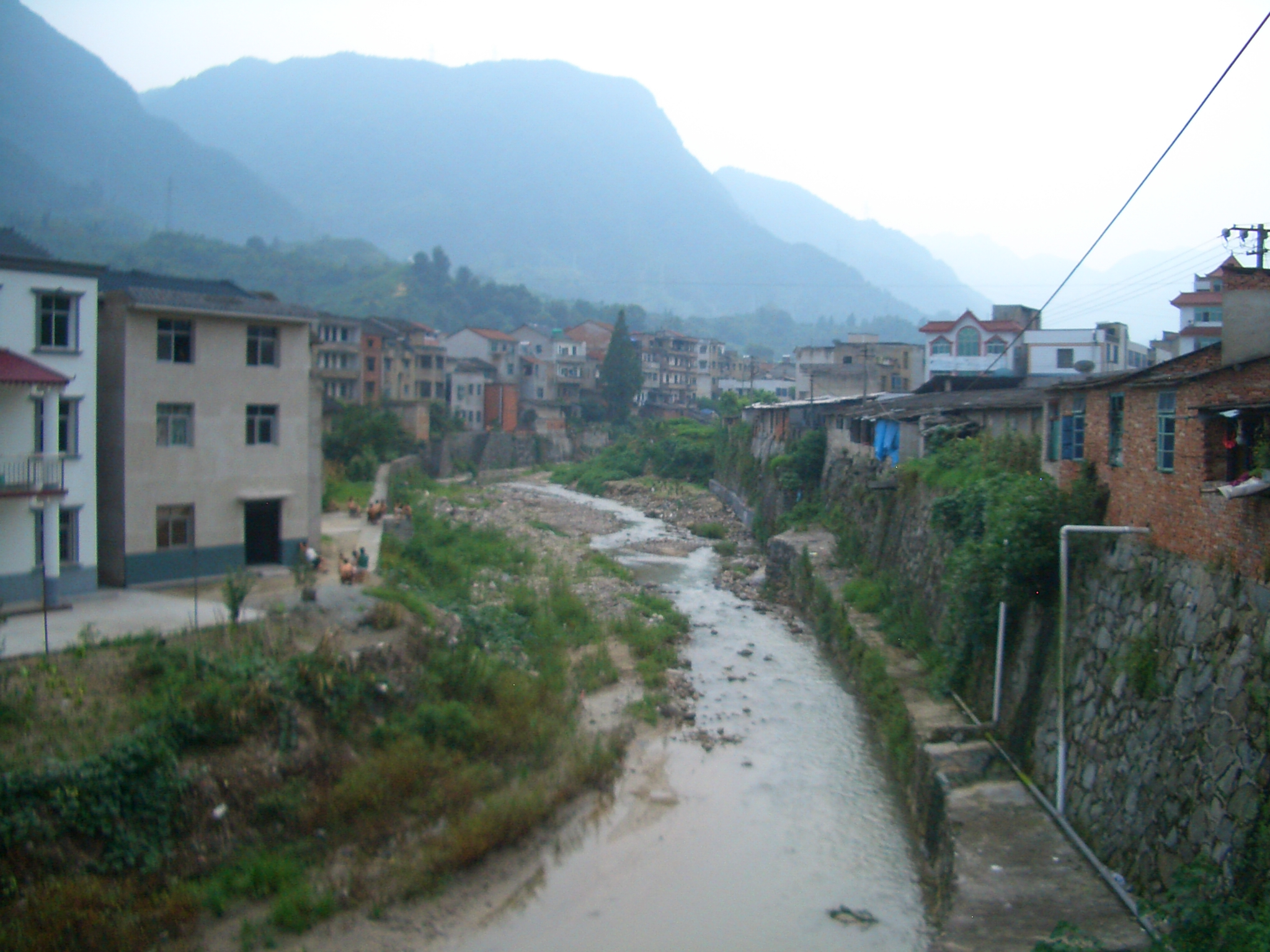
Barrio obrero in Sandouping cerca de la entrada sur a la Presa de las Tres Gargantas.

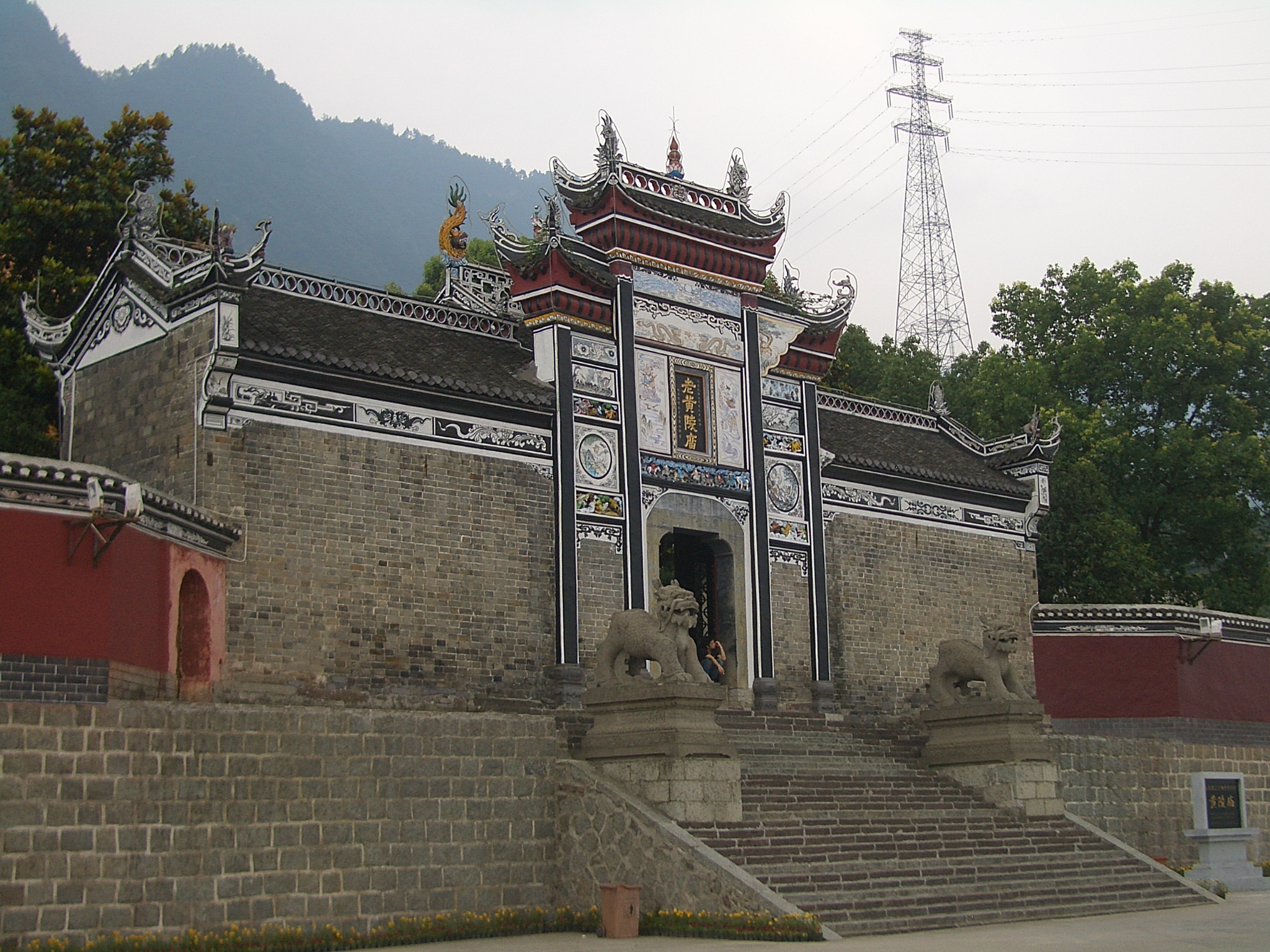
Templo Huangling.

La ciudad de Sandouping se extiende por 178 km² en la orilla derecha (sur) del río Yangtze,  enfrente de la ciudad de Letianxi (乐天溪镇), con la que está conectada por el puente de Xiling.
Sandouping es la única ciudad en el Distrito de Yiling estableciza al sur del río.

## Historia
La predecesora de la actual ciudad de Sandouping, la aldea de Huangniupu (黄牛铺) fue fundada durante el reinado del emperador Hongzhi en 1496. Sandouping fue creada en 1949 y transformada en la ciudad de Sandouping en 1984.
Sandouping era una pequeña aldea pesquera hasta que fue seleccionada para ser el emplazacimiento de la Presa de las Tres Gargantas.
En 1999, en el momento álgido de la construcción de la presa, alrededor de 40,000 obreros vivían en Sandouping.  
En esos momentos se necesitaban permisos especiales para entrar en la ciudad.

## Economía

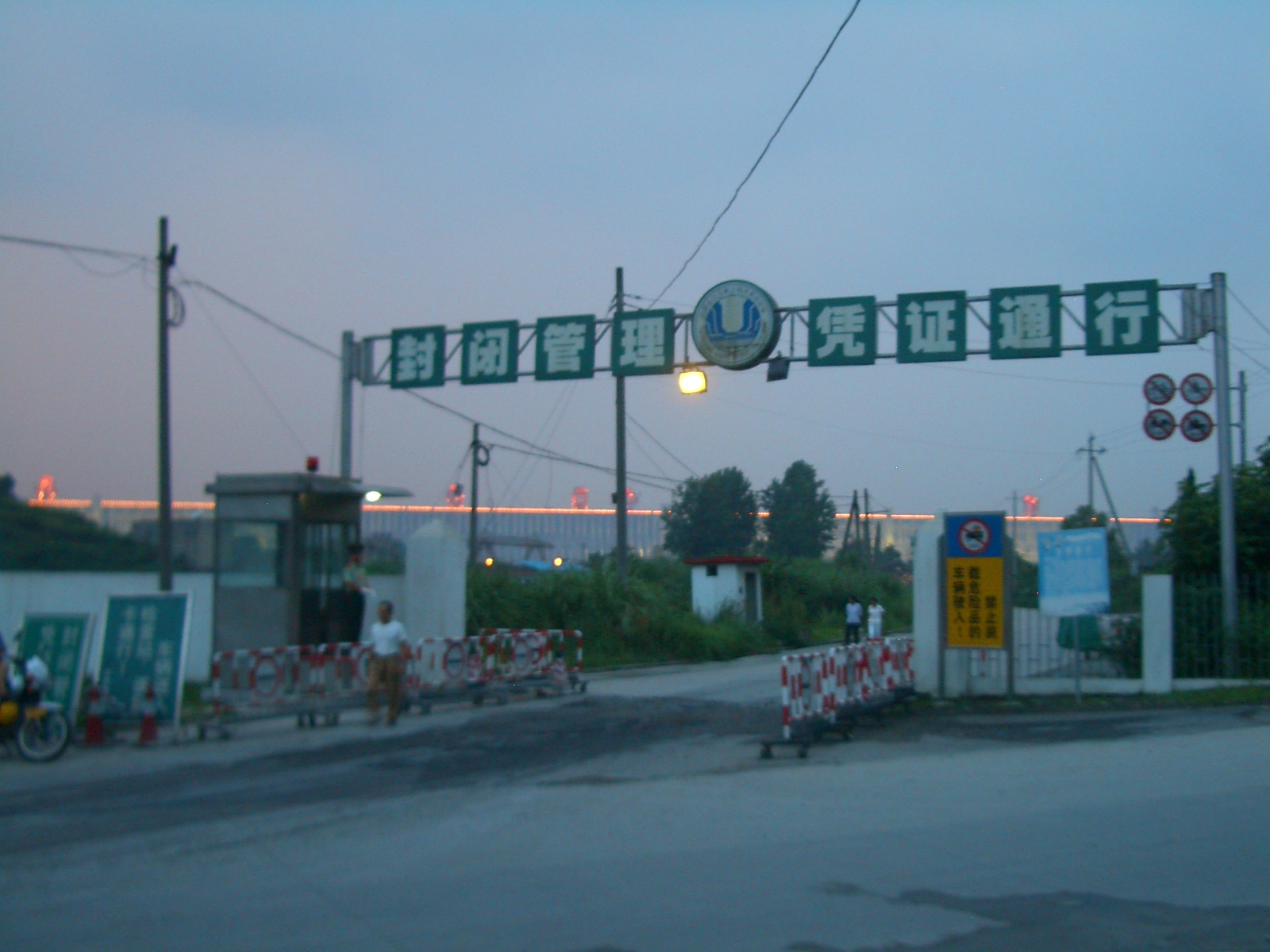
Entrada de servicio a la presa, cerca del barrio oeste de Sandouping.

La economía de la ciudad está estrechamente conectada con el río Yangtze. Aparte de la Presa de las Tres Gargantas, otras empresas son el Hailun Shipyard (astillero Hailun) (海轮造船厂) y Fazhong Vessel Servicing Company (compañía de servicios navales Fazhong) (发中船务有限公司).
Las autoridades están intentando hacer florecer una industria turística.